# Evangelische Partij Nederland
De Evangelische Partij Nederland (EPN) was een Nederlandse politieke partij.
De partij werd in april 2010 opgericht door Yvette Laclé en nam in 7 (van de 19) kieskringen deel aan de Tweede Kamerverkiezingen van juni 2010. Laclé was de lijsttrekker bij deze verkiezingen. Omdat de partij te laat was met het registreren van haar naam bij de Kiesraad nam ze als blanco lijst (nummer 19) deel.

## Geschiedenis
Oprichtster en lijsttrekker Yvette Laclé-van Eersel was aanvankelijk lid van de ChristenUnie (CU). Namens deze partij werd ze in 2002 in de raad van het Amsterdamse stadsdeel Zuidoost gekozen. Toen de CU deel ging nemen aan een regeringscoalitie (het kabinet-Balkenende IV) ontstond er in de partij beweging in het denken over homoseksualiteit. Laclé, toen nog Yvette Lont-van Eersel geheten, vond dat de CU hierdoor te ver van de Bijbel als fundament afdwaalde en kwam in conflict met de partijleiding. Toen op een vergadering van de ChristenUnie op 14 juni 2008 werd besloten niet expliciet vast te leggen dat samenlevende homoseksuelen moeten worden geweerd uit bestuursfuncties die door de CU worden vervuld, zegde Lont haar lidmaatschap 2 dagen later op. Zij bleef echter haar raadszetel bezetten, en wel onder de naam Lijst Lont.
Op 17 juni 2008 zei Lont in een interview met het Nederlands Dagblad na te denken over de oprichting van een nieuwe landelijke politieke partij. Dit herhaalde ze begin september 2008 tegenover dagblad De Pers: de partij zou eerst moeten optreden in de gemeentelijke Amsterdamse en vervolgens ook in de landelijke politiek. Op 18 april 2010 maakte Laclé bekend de Evangelische Partij Nederland (EPN) te hebben opgericht. Dit in het kader van de Kamerverkiezingen van 9 juni dat jaar. Overigens had Goedgelovig.nl, een satirisch christelijk weblog, enkele dagen eerder al de oprichtingsinformatie in handen en publiceerde die tegen de zin van de EPN-initiatiefnemers vóór de officiële bekendmaking. Bij de verkiezingen haalde de EPN 924 stemmen ofwel 0,01% van het totaal aantal uitgebrachte stemmen - ruimschoots te weinig voor een Kamerzetel.

## Politieke visie
De slogan die de partij hanteerde was is "Stem strategisch, stem profetisch!". Streven naar 'macht of het menselijk haalbare (compromis etc.)' zou niet het doel zijn, maar Gods stem te doen horen ('profetisch en getuigend zijn'). Laclé zegt van mening te zijn dat "de Nederlandse maatschappij weer terug moet naar de christelijke grondbeginselen", voorts dat "het luisteren naar wat er leeft in de maatschappij de boventoon zou moeten voeren in deze komende campagne". In een persbericht van Laclé stond te lezen: "De Nederlandse bevolking is momenteel niet tevreden over de extreme bezuinigingen en heeft bovendien het gevoel, verdreven te worden uit hun woonwijken en misschien wel uit hun land. Hier zal naar geluisterd dienen te worden. Daarom zegt de EPN: Nederlanders EERST!", en verderop: "de Bijbel als richtsnoer, EERST!".
De EPN wilde economische bezuinigen over drie regeringsperioden verdelen, het overheidsapparaat daarbij het eerst aanpakken en de staatsschuld terugdringen door te stoppen met het meer uitgeven van kapitaal dan er binnenkomt. Armen zouden ontzien moeten worden.